# H. C. Bailey
Pour les articles homonymes, voir Bailey.
Henry Christopher Bailey dit H. C. Bailey (Londres, 1er février 1878 – Londres, 24 mars 1961) est un écrivain britannique, surtout connu comme auteur de plusieurs nouvelles et romans policiers ayant pour héros le chirurgien et détective Reggie Fortune.

## Biographie
Pendant ses études supérieures à l'Université d'Oxford, il écrit et publie son premier roman historique intitulé My Lady of Orange (1901). À partir de 1902, il fait paraître à un rythme de plus en plus soutenu une centaine de nouvelles, principalement dans les magazines Adventure Magazine (en), Everybody's Magazine (en) et People’s Magazine. Correspondant de guerre pendant la Première Guerre mondiale, il est, de 1901 à 1946, éditorialiste et critique dramatique pour le quotidien The Daily Telegraph.
En 1920, il publie Call Mr Fortune, un recueil de nouvelles où apparaît pour la première fois le médecin et détective amateur Reggie Fortune, enquêteur londonien facétieux et fantasque qui n'est pas sans rappeler le Lord Peter Wimsey de Dorothy Sayers. Parmi les nombreuses nouvelles et la dizaine de romans qui sont consacrés à ses enquêtes, il faut citer Terres ennemies (Black Land, White Land, 1937), où le général Duddon, un ami de Reggie Fortune, découvre parmi les débris d'une falaise éboulée ce que le héros identifie comme « des ossements d'éléphants datant de la préhistoire, mais aussi des ossements humains vieux d'une dizaine d'années, sans doute ceux de Charles Tracy, le fils d'un riche propriétaire de la région, disparu sans laisser de traces douze ans plus tôt. En faisant rouvrir l'enquête, Reggie ressuscite les haines séparant les familles Tracy, Aston et Brown » qui habitent les environs. C'est alors qu'un mystérieux assassin élimine le chef de la police locale et kidnappe la fille Tracy. La résolution de l'énigme par Fortune provoque de stupéfiantes révélations historiques.
Reggie Fortune partage parfois la vedette de ses romans avec Joshua Clunk, un avocat à la fois moralisateur et retors, à qui H. C. Bailey consacre une bonne dizaine de whodunits.
H. C. Bailey est l'un des membres fondateurs de Detection Club en 1930.

## Œuvre

### Romans

#### Série policièreReggie Fortune
- Shadow on the Wall (1934), Joshua Clunk fait une brève apparition dans ce roman Publié en français sous le titre L'Ombre sur le mur, traduit par Simone Saint-Clair, Paris, Éditions Rouff, coll. « La Clé » no 15, 1939
- Black Land, White Land (1937) Publié en français sous le titre Terres ennemies, traduit par Simone Saint-Clair, Paris, Éditions des Loisirs, coll. Loisirs-Police, 1938 ; réédition, Marcinelle, Éditions J. Dupuis fils, coll. jaune no 78, 1951
- The Great Game (1939), Joshua Clunk fait une brève apparition dans ce roman
- The Bishop's Crime (1940)
- No Murder (1942), aussi titré The Apprehensive Dog
- Mr Fortune Finds a Pig (1943)
- The Cat's Whisker (1944), aussi titré Dead Man's Effects
- The Life Sentence (1946)
- Saving a Rope (1948), aussi titré Save a Rope

#### Série policièreJoshua Clunk
- Garstons (1930), aussi titré The Garston Murder Case Publié en français sous le titre Les Garstons, Paris, Éditions Le Nouveau Livre, coll. Maîtres détectives no 1, 1931
- The Red Castle (1932), aussi titré The Red Castle Mystery
- The Sullen Sky Mystery (1935)
- Clunk's Claimant (1937), aussi titré The Twittering Bird Mystery ; Reggie Fortune fait une brève apparition dans ce roman
- The Veron Mystery (1939), aussi titré Mr Clunk's Text; Reggie Fortune fait une brève apparition dans ce roman
- The Little Captain (1941), aussi titré Orphan Ann
- Dead Man's Shoes (1942), aussi titré Nobody's Vineyard
- Slippery Ann (1944), aussi titré The Queen of Spades
- The Wrong Man (1946), Reggie Fortune fait une brève apparition dans ce roman
- Honour Among Thieves (1947)
- Shrouded Death (1950)

#### Autre roman policier
- The Man in the Cape (1933)

#### Romans historiques, d'amour ou d'aventures
- My Lady of Orange (1901)
- Karl of Erbach (1903)
- The Master of Gray (1903)
- Rimingtons (1904)
- Beaujeu (1905)
- Under Castle Walls (1906), aussi titré Springtime
- The God of Clay (1908)
- Colonel Stow (1908)
- Storm and Treasure (1910)
- Lady Revanche (1911)
- The Suburban (1912)
- The Sea Captain (1913)
- The Gentleman Adventurer (1914) Publié en français sous le titre Gentilhomme d'aventures, traduit par Jean Dufour, Paris, Agence française de presse, 1954
- The Highwayman (1915)
- The Gamesters (1916)
- The Young Lovers (1917)
- The Pillar of Fire (1918)
- Barry Leroy (1919)
- His Serene Highness (1920)
- The Fool (1921)
- The Plot (1922)
- The Rebel (1923)
- Knight at Arms (1924)
- The Golden Fleece (1925)
- The Merchant Prince (1926)
- Bonaventure (1927)
- Judy Bovenden (1928)
- Mr Cardonnel (1931)
- The Bottle Party (1940)

### Ouvrage de littérature d'enfance et de jeunesse
- The Roman Eagles (1929)

### Recueil de nouvelles

#### SérieReggie Fortune
- Call Mr Fortune (1920)
- Mr Fortune's Practice (1923)
- Mr Fortune's Trials (1925)
- Mr Fortune, Please (1928)
- Mr Fortune Speaking (1929)
- Mr Fortune Explains (1930)
- Case for Mr Fortune (1932)
- Mr Fortune Wonders (1933)
- Mr Fortune Objects (1935)
- A Clue for Mr Fortune (1936)
- This is Mr Fortune (1938)
- Mr Fortune Here (1940)

#### Autre recueil de nouvelles
- Raoul, a Gentleman of Fortune (1907), aussi titré A Gentleman of Fortune

### Nouvelles

#### SérieReggie Fortune
- The Long Dinner (1920) Publié en français sous le titre Conté par le menu, Paris, Opta, Mystère magazine no 88, mai 1955
- The Magic Stone (1923)
- The Snowball Burglary (1923)
- The Unknown Murderer (1923)
- The Ascot Tragedy (1923)
- The President of San Jacinto (1923)
- The Superfluous Clues (1923), aussi titré The Young Doctor
- The Profiteers (1924)
- The Young God (1925)
- The Long Barrow (1925)
- The Hermit Crab (1925)
- The Only Son (1925)
- The Furnished Cottage (1925)
- The Missing Husband (1926)
- The Lion Party (1926)
- The Little House (1926)
- The Quiet Lady (1926)
- The Cat Burglar (1926)
- The Violet Farm (1927)
- The Lion Fish (1927)
- The Affair of the Zodiacs (1927), aussi titré Zodiacs Publié en français sous le titre L'Affaire des "Zodiacs", Paris, Opta, Mystère magazine no 70, novembre 1953
- Painted Pebbles (1927)
- The Hazel Ice (1927)
- The Pink Macaw (1928)
- The Woman in Wood (1928)
- The Rock Garden (1930)
- The Silver Cross (1930)
- The Bunch of Grapes (1931)
- The Walrus Ivory (1932)
- The Mystery of the Missing Cigarettes (1933)
- The Mystery of the Old Bible (1933)
- The Gypsy Moth (1933)
- The Little Finger (1934)
- The Yellow Slugs (1935)
- The Thistle Down, dans l'anthologie The Queen's Book of the Red Cross (1939) Publié en français sous le titre Le Duvet du chardon, Paris, Opta, Mystère magazine no 19, août 1949

#### Autres nouvelles
- The Knight of Mayford (1902)
- Sir Albert’s Fall (1902)
- The King’s Way (1902)
- The Nun of Newstead (1903)
- The Devil of Marston (1904)
- The Lone Hand (1904)
- Sir Bertram’s Tryst (1905)
- The Men in Buckram (1905)
- The Englishman’s Wager (1907)
- The Love of Money (1907)
- Politics and the Grocer (1908)
- Doublets and Hose (1908)
- The Amendment of M. de Chirac (1908)
- Black Magic (1911)
- The Sea Captain, No. II.—Financiers (1912)
- The Venture of Captain Doricot (1912)
- The Alderman’s Voyage (1912)
- The Woman in the Veil (1912)
- Out of Prison (1912)
- My Lord’s Plot (1912)
- The Queen Sails (1912)
- The Great Raid (1912)
- The Girl in the Boat (1912)
- The Gold Ship (1912)
- The Ambassador’s Daughter (1912)
- The Best of Three (1913)
- The Elimination of Mr. Bage (1917)
- Women’s Rights (1919)
- The Gladiator (1920)
- The Young Folks (1920)
- The Tale of a Villein (1921)
- The Tale of a Triumph (1921)
- The President of San Isidro (1923)
- The Vanishing Lady (1923)
- Tale of a Hammer (1923)
- The Lord of St. Lo (1924)
- Blood Royal (1924)
- The Child’s Honor (1924)
- The Wolf of the Mountain (1924)
- The Man in the Cage (1924)
- The Babes in the Wood (1924)
- The Moor of Milan (1924)
- Under the Fleur-de-Lis (1924)
- Victoria Pumphrey (1939), aussi titré A Matter of Speculation dans Anthology 1968 Mid-Year, éditée par Ellery Queen (1968) Publié en français sous le titre L'Héritier malencontreux, Paris, Opta, L'Anthologie du mystère no 12, novembre 1969

### Théâtre
- The White Hawk (1909), en collaboration avec David Kimball, adaptation du roman Beaujeu de H. C. Bailey

### Autre publication
- Forty Years After: The Story of the Franco-German War, 1870 (1914)

## Sources
- Claude Mesplède, Dictionnaire des littératures policières, vol. 1 : A - I, Nantes, Joseph K, coll. « Temps noir », 2007, 1054 p. (ISBN 978-2-910-68644-4, OCLC 315873251), p. 137-138.
- Jean Tulard, Dictionnaire du roman policier : 1841-2005. Auteurs, personnages, œuvres, thèmes, collections, éditeurs, Paris, Fayard, 2005, 768 p. (ISBN 978-2-915793-51-2, OCLC 62533410), p. 53-54.